# 近鉄デ1形電気機関車
近鉄デ1形電気機関車（きんてつデ1がたでんききかんしゃ）は近畿日本鉄道（近鉄）が所有していた電気機関車である。
1944年（昭和19年）6月1日、近畿日本鉄道が発足した際、近鉄の前身となった事業者の様々な小型電気機関車を全てまとめてデ1形に統一している。
そのため、デ1形はデ1 - 9の9両が存在するが、大きく4種類に分類される。

## デ1・2
1927年（昭和2年）、川崎造船所で製造された伊勢電気鉄道501形501・ 502である。関西急行鉄道時代の1941年の形式変更でデ1形1・2となる。
名古屋線、養老線で運用されていたが、1959年（昭和34年）に名古屋線が標準軌に改軌されると、1は養老線に転籍。1971年（昭和46年）に廃車となる。2は標準軌に改造され塩浜工場で入換用として運用され、1975年（昭和50年）に廃車された。

## デ3・4・5

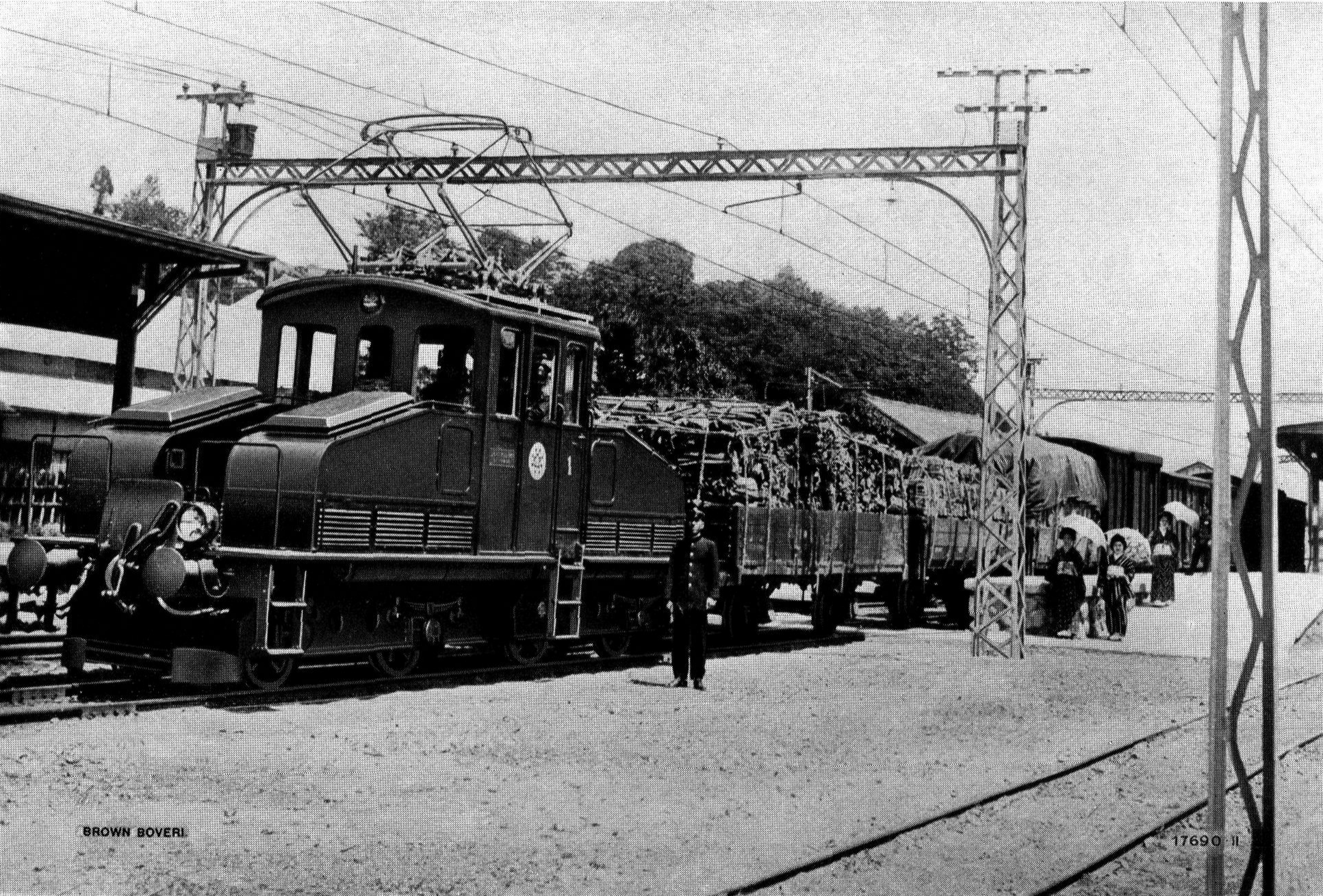
吉野鉄道 1号

1923年（大正12年） - 1924年（大正13年）、スイスのブラウン・ボベリ社から輸入された吉野鉄道1 - 3である。
製造当初は、車体正面機械室が2つに分かれ、中央に通路があるという特徴的な車体であったが、1951年（昭和26年）に通常の凸形に改造している。
近鉄ではデ1形3 - 5に改番され、主に南大阪線、吉野線で貨物列車を牽引していたが、1959年（昭和34年）に標準軌に改造され大阪線に転属、デ81形81 - 83に改番される。
その後1970年にデ35形35 - 37に改番され、主に工事用列車を牽引していた。
1976年（昭和51年）に全車が廃車された。

### 主要諸元（原形）
- 全長：9,500mm
- 全幅：2,650mm
- 屋根高：3,400mm
- 電気方式：直流1500V（架空電車線方式）
- 軸配置：B-B
- 主電動機：44.1kW×4基

## デ6・7
1923年、日本車輌製造で製造された揖斐川電気1・2である。車体は日本車輌製造製、機器は芝浦製作所製である。箱型の車体が特徴。
1928年（昭和3年）に揖斐川電気の鉄道部門を養老電気鉄道へ譲渡し、翌年伊勢電気鉄道が養老電気鉄道を合併すると、506形506,・507に改番され、その後1941年（昭和16年）にデ1形6・7に改番された。終始養老線で運用され、1971年（昭和46年）に廃車された。

### 主要諸元
- 全長：10,589mm
- 全幅：2,454mm
- 全高：3,740mm
- 自重：32.0t
- 電気方式：直流1500V（架空電車線方式）
- 軸配置：B-B
- 主電動機：SE-102M形（85.8kW）×4基

## デ8・9
1926年（大正15年）、伊賀電気鉄道の電化に伴い川崎車両で製造されたデ1・2である。凸形の車体が特徴である。
近鉄ではデ1形8, 9に改番された後も伊賀線で運用されたが、9が1967年（昭和42年）、8が1975年（昭和50年）までに廃車された。

### 主要諸元
- 全長：8,436mm
- 全幅：2,600mm
- 全高：3,677mm
- 自重：20.0t
- 電気方式：直流1500V（架空電車線方式）
- 軸配置：B-B
- 主電動機：K7-735A形（56.0kW）×4基